# Callirhipis philiberti
Callirhipis philiberti is een keversoort uit de familie Callirhipidae. De wetenschappelijke naam van de soort is voor het eerst geldig gepubliceerd in 1891 door Fairmaire.